# Matthias Garbitius
Matthias Garbitius (1505-1559), também conhecido como "Matthias Garbitius Illyricus" (Ístria, c. 1505 – Tübingen, 1 de Maio de 1559) foi um filólogo, reformador, humanista e professor universitário alemão.  Deu aulas nas universidades de Wittenberg e de Tübingen.

## Biografia
Foi autor de inúmeras obras e tradutor dos autores clássicos, incluindo Ésquilo, Eurípides, e Aristeu. Foi professor de grego na Universidade de Tübingen. Frequentou uma escola protestante de gramática em Nuremberg, onde nessa época Joachim Camerarius (1500-1574) estava entre os seus professores. De 1533 Garbitius estudou na Universidade de Heidelberg e já no ano seguinte tornou-se protegido de Martinho Lutero e de Philip Melanchthon. Em 6 de maio de 1534 entrou para a Universidade de Wittenberg e em 13 de Setembro de 1537, foi nomeado professor de língua grega na Faculdade de Filosofia.

## Obras principais
- Oratio de doctrina morum et vitae, Tübingae. 1545.
- Oratio funebris in obitum Joannis Sichardi. Tübingae, 1557. (Többi tübingai tanárok Oratioival együtt.)
- Carmina. In Hesiodi opera... ingterpretationes et scholia. Basiliae, 1559.
- In Aeschili Prometheum. Basiliae.